# Lämshaga

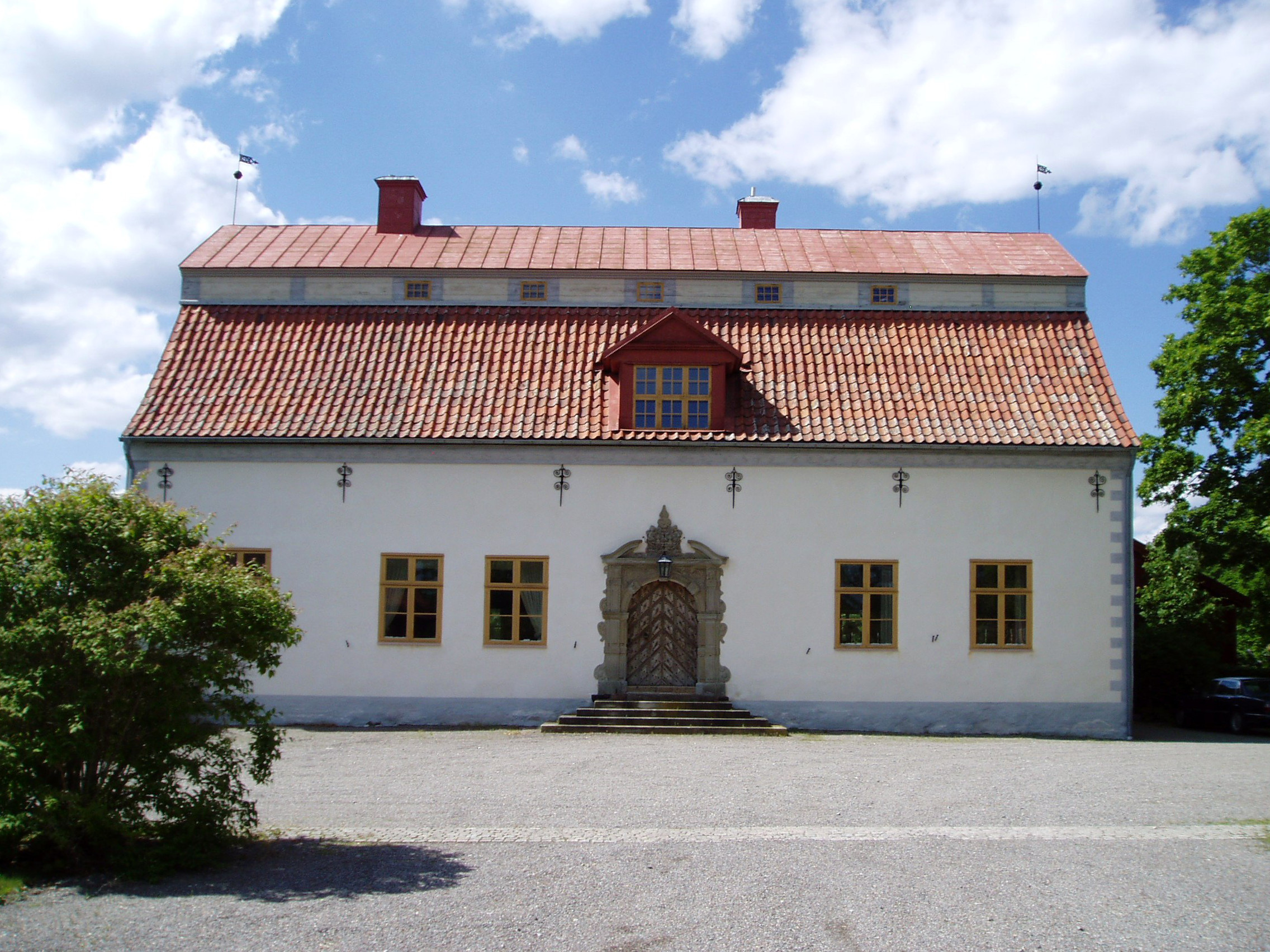
Lämshaga, östra fasaden.

Lämshaga är en herrgård på Värmdö nära Grisslingefjärden.
Huvudbyggnaden byggdes troligen omkring 1640 i uppdrag av amiralslöjtnant Lars Strusshielm, som bildade säteriet. Sedan övergick gården i riksrådet Erik Rynings ägo och han gav den holländska stenhuggaren Aris Claeszon i uppdrag att pryda huset med sina verk. Den relativt stora portalen och stentrappan i förstugan antyder att byggnaden då kan ha haft två fulla våningar. Kanske denna nedrivits efter en eldsvåda eller av tider av svårt förfall. Enligt en karta från 1700-talet hade gården även två kvadratiska flygelbyggnader, de nuvarande mera långsträckta härrör från 1700-talets slut. Fram till 1897 tillhörde gården olika adelssläkter och sedan ägdes den av Gustavsbergs fabriker. 1994 köpte Helena och Peder Wallenberg gården från Gustavsbergs fabriker. Peder restaurerade varsamt slottsbyggnaderna med tillhörande boningshus som stått obebodda i över 100 år. I anslutning till den återställda Lemshagasjön lät han uppföra Carl Milles välkända skulptur Guds hand. Helena Wallenberg grundade Lemshaga akademi som bedriver pedagogisk verksamhet för barn och ungdom i åldrarna 6-15 år på gårdens mark.